# Adamantio
Adamantio (en griego antiguo: Αδαμάντιος) era un médico romano, se le conocía como Iatrosophista (ιατρικων λόγων σοφιστής;"profesor de medicina"). Poco se sabe de su vida personal, excepto que era judío de nacimiento, vivió en Alejandría hasta 415, cuando fue a Constantinopla, donde fue persuadido a abrazar el cristianismo, aparentemente por el Arzobispo Atticus de Constantinopla, y luego regresó a Alejandría.
Adamantio es el autor de un tratado griego sobre fisonomía (φυσιογνωμονικά ) en dos libros. Todavía existen, y se basan en gran medida (como confiesa el propio Adamantio) el trabajo de Polemón de Laodicea sobre el mismo tema. Está dedicado a "Constancio", a quien Fabricio identifica con el Constancio que se casó con Placidia, hija de Teodosio el Grande, (es decir, Constancio III) y que reinó durante siete meses junto con el emperador Honorio. Se publicó por primera vez en París en 1540 en griego. Varias de sus prescripciones médicas fueron conservadas por Oribasio y Aecio de Amida.
Otra de las obras de Adamantio, Περί Ανέμων (Lat. De Ventis), es citada en un escolio atribuido a Aecio de Amida en un texto de Hesíodo. El texto fue publicado en 1864 por el clasicista Valentin Rose en Anecdota Graeca. 